# Emmanuel Kenmogne
Emmanuel (Manu) Kenmogne (Bafoussam, 2 september 1980) is een Kameroens-Belgische voormalige voetballer die in België vooral furore maakte bij UR Namur en Royal Antwerp.
Kenmogne is een aanvaller die in 2001 naar België werd gehaald door RAA Louviéroise. Na twee seizoenen werd hij overgenomen door streekgenoot Bergen. Datzelfde seizoen degradeerde de Henegouwse club en Kenmogne vond geen onderdak bij een andere eersteklasser. Na periodes bij Tubize en Namen kwam hij bij Antwerp FC terecht waar hij al 3 seizoenen vaste spits was. In 2010 trok hij naar Cyprus waar hij eerst voor Olympiakos Nicosia uitkwam en in 2012 één jaar voor Ethnikos Achna.
In 2013 vertrok hij naar het Azië om er te spelen voor verscheidene clubs in Maleisië en Indonesië waar hij bij Persija Jakarta in 2017 zijn professionele spelerscarrière beëindigde. Kenmogne stond bekend als een eerlijke speler die niet agressief was, hij had amper 3 gele kaarten in 3 seizoenen bij Antwerp.    
Sinds augustus 2021 is hij hoofdtrainer bij het Belgische Royal Jeunesse Sportive Tamines.
In 2008 werd Kenmogne genaturaliseerd tot Belg.

## Statistieken Antwerp FC
| Club       | Seizoen | Totaal aantal wedstrijden | Competitie- wedstrijden | Doelpunten |   |   |
| ---------- | ------- | ------------------------- | ----------------------- | ---------- | - | - |
| Antwerp FC | 2007-08 | 12                        | 6                       | 5          | 0 | 0 |
| Antwerp FC | 2008-09 | 50                        | 41                      | 24         | 2 | 0 |
| Antwerp FC | 2009-10 | 27                        | 16                      | 9          | 1 | 0 |
| Totaal     |         | 89                        | 57                      | 38         | 3 | 0 |

Bijgewerkt 22-12-2009